# Chiesa del Santissimo Rosario di Pompei
La chiesa di Santa Maria del Rosario di Pompei è un luogo di culto cattolico di Roma situato in via Cernaia, nel rione Castro Pretorio. È dedicato alla Madonna dei Rosario di Pompei.

## Storia

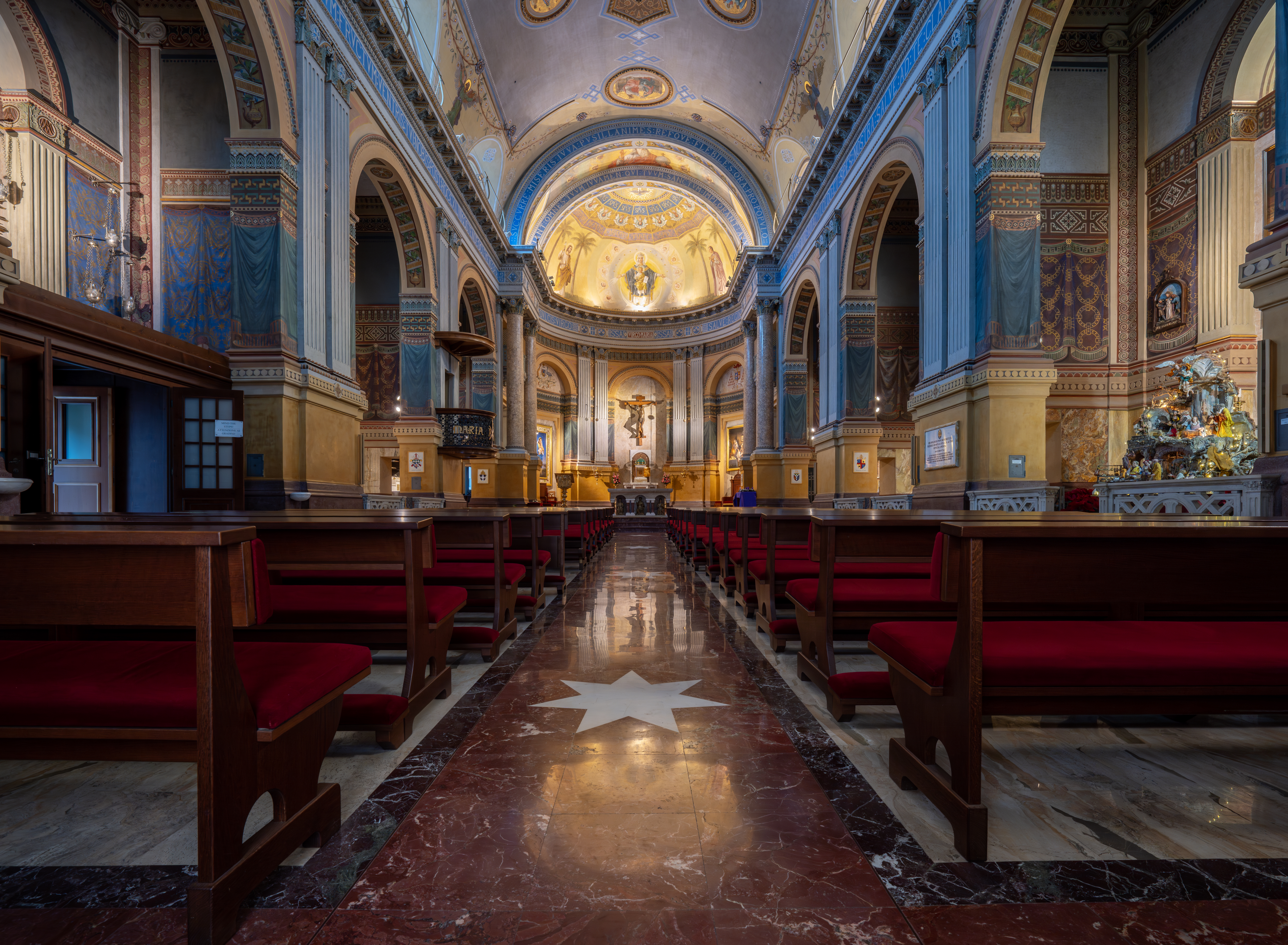
Interno

La chiesa venne costruita tra il 1889 e il 1898 su progetto dell'architetto Pio Piacentini. Alla chiesa era annessa la Curia provinciale dei Padri Maristi e un convitto internazionale per studenti. Secondo Diego Angeli, nel 1902 nella chiesa erano presenti un'Apparizione della Madonna di Pompei nella terza cappella di destra e un quadro del "beato Pietro Chaull [sic]" nella quarta.
Dopo l'acquisto della chiesa e dell'adiacente casa da un gruppo di diocesi australiane, importanti lavori di restauro sono stati effettuati nel 2009-2011 con la trasformazione del complesso nella guest house "Domus Australia", di cui la chiesa (il cui altare è stato riconsacrato il 16 ottobre 2011 dal cardinale George Pell) è diventata la cappella.

## Descrizione

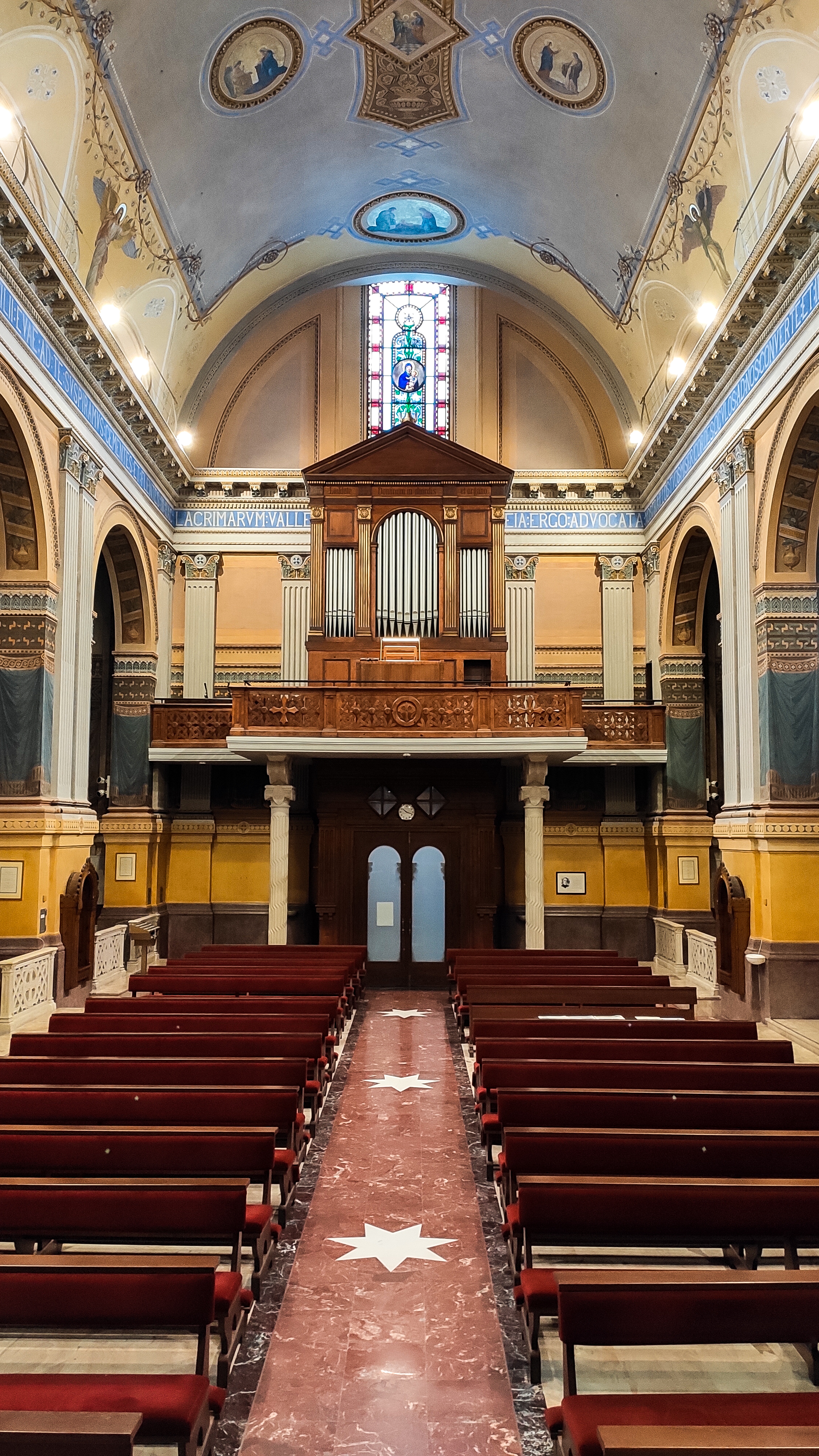
Navata e Organo

La chiesa presenta un insieme di vari elementi architettonici in stile neoclassico con riferimenti all'architettura rinascimentale. L'esterno presenta un paramento murario in laterizi, e nella facciata sono incise le due iscrizioni: “Almae SS. Rosarii Reginae” e “Divae Virgini Sacra”. All'interno la struttura è costituita da un'unica navata coperta con volta a botte lunettata e terminante con abside semicircolare, lungo la quale si aprono tre cappelle per lato. Nell'abside si trova un crocifisso bronzeo, opera di Louis Laumen, mentre nella semi-cupola il pittore L. Sacco affrescò una Madonna col Bambino assieme a san Giuseppe e san Pietro Chanel.
Durante i lavori di restauro del 2011, nelle cappelle laterali furono poste delle tele dell'artista sidneiano Paul Newton che ritraggono vari santi, alcuni dei quali sono legati all'Australia, all'Oceania o al Lontano Oriente. Tra queste figure sono presenti Maria della Croce (la prima santa australiana, al secolo MacKillop), Pietro Chanel (un missionario francese, primo martire in Oceania), il venerabile François-Xavier Nguyên Van Thuân (raffigurato durante il suo incarceramento) e John Bede Polding (il primo vescovo cattolico dell'Australia).
Sulla cantoria in controfacciata si trova l'organo a canne, costruito dai Fratelli Schimicci nel 1920 e oggetto di rifacimento e ampliamento da parte di Pinchi nel 1958; a trasmissione elettrica, dispone di 16 registri su due manuali e pedale. Lo strumento è stato recentemente completamente restaurato da parte della stessa Organi Pinchi.